# Portada/article juliol 10

## Manifestació «Som una nació. Nosaltres decidim»
La Manifestació «Som una nació. Nosaltres decidim» (també anomenada del 10-J) va ser una demostració col·lectiva en contra de la resolució del recurs d'inconstitucionalitat efectuat pel Tribunal Constitucional sobre el text de l'Estatut de Catalunya, realitzada a Barcelona el 10 de juliol del 2010 sota el lema "Som una nació. Nosaltres decidim" amb el suport de la majoria dels partits polítics representats al Parlament de Catalunya (excepte pel PPC i C's), així com dels sindicats i prop de 1.600 entitats.
La manifestació, la més multitudinària de la història de Catalunya fins a aquella data, la qual va aplegar entre 1,1 milions de persones segons la Guàrdia Urbana i 1,5 segons Òmnium Cultural, va ser un clam per la independència i el dret del poble de Catalunya a decidir el seu futur.